# Musée de la photographie de Madagascar
Le Musée de la Photographie de Madagascar est un musée situé à Anjohy, sur la Haute Ville historique d'Antananarivo. Il a été créé en Association malgache à but non lucratif (Loi de 1960). Il est né de l'initiative de Helihanta Rajaonarison (historienne malgache) et de Cédric Donck (entrepreneur belge, né à Madagascar).

## Histoire
Né en 2013, le Musée de la Photographie de Madagascar a pour mission de numériser les photographies prises à Madagascar entre 1853 (début de la photographie à Madagascar) et 1972 (fin de la Première République malgache), pour préserver et valoriser le patrimoine photographique du pays et favoriser l’appropriation par les Malgaches de leur Histoire. En 2024, le Musée renforce dans son crédo sa volonté de faire bénéficier au plus grand nombre, en l'occurrence au peuple malgache, le patrimoine photographique du pays qui se trouve à l’étranger.
Dès sa création, les Archives nationales malgaches ont joué un rôle déterminant en confiant la numérisation de 4 000 photographies au Musée. Il enrichit désormais son fonds photographique grâce à la contribution des descendants de photographes et des collectionneurs. 
Depuis février 2018, le Musée a ouvert ses portes, au sein d’une maison traditionnelle située sur la Haute Ville pour accueillir un large public. Construite à la fin du XIXe siècle, il s’agit de l’ancienne résidence des maires. La restauration du site est le fruit de la coopération entre la Région Île-de-France et la Commune Urbaine d’Antananarivo. 

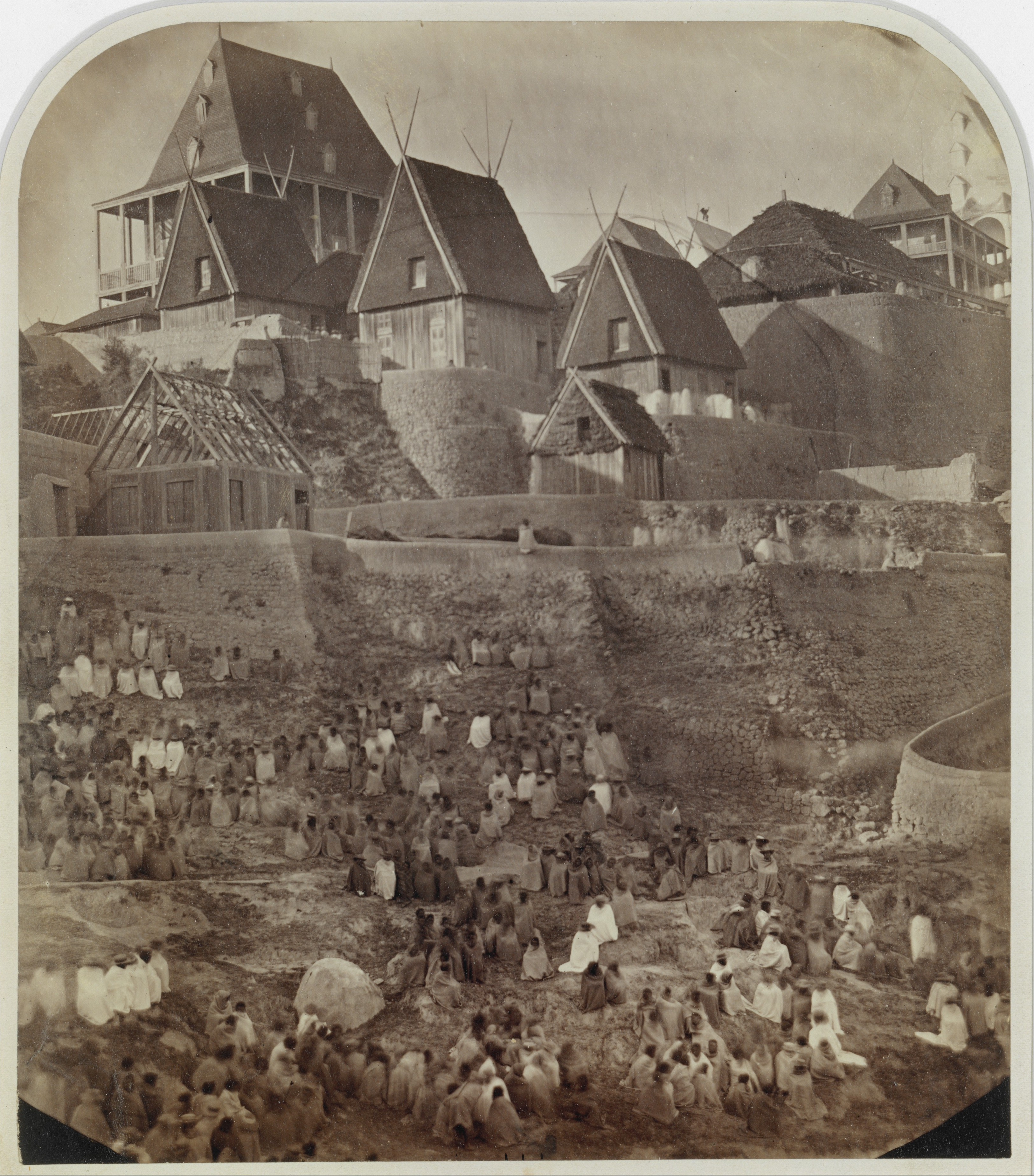
Photographie prise à Antsahatsiroa, par le missionnaire William Ellis, dont les œuvres appartiennent au documentaire diffusé sur la photographie dans les années 1930

## Description
Le musée compte quatre salles de projection où sont diffusés des films en six langues réalisés à partir des photographies du musée. Ils suivent des thèmes précis, par exemple les grands personnages du XIXème siècle à Antananarivo,  l’âge d’or de la photographie dans les années 1930 à Madagascar, ou l’histoire des principales villes malgaches. La salle d'exposition et le jardin sont des lieux consacrés à des photographes contemporains, malgaches ou non, dont les œuvres témoignent d'un regard sur Madagascar. Le musée comporte aussi un café. La visite de l'exposition de photographie contemporaine au jardin est gratuite, les autres espaces sont payants au delà de douze ans. 
L'emplacement du musée était la résidence des maires d'Antananarivo de 1897 à 1977. Cédric Donck, président d'honneur du musée, explique le choix de ce lieu par son rapport au passé. Initialement virtuel, le musée bénéficie d'une communauté sur les réseaux sociaux qui est désireuse d'un espace physique. Le choix de diffuser des documentaires s'explique par l'envie pour l'équipe du musée de varier les approches muséographiques.

## Collections
La collection muséale (qui en 2018 compte 5 000 photographies dont la moitié documentée) s'enrichit d'apports d'internautes : membres de la diaspora, descendants de colons, familles de photographes... Leurs indications contextuelles permettent de documenter les photographies.
En 2022, la collection comprend 20 000 clichés, papier, sur plaque de verre ou numérisés, dont les plus anciens datent de 1853. Considérées comme des documents historiques, ces photographies sont examinées par l'équipe du musée, notamment Tsiory Randriamanantena, directeur du musée. 
L'utilisation des photographies de particuliers n'est pas rémunérée, mais contractualisée, et les diapositives sont rendues à la personne ayant fournies les photographies avant numérisation. 